# Barczygłów
Barczygłów is een plaats in het Poolse district  Koniński, woiwodschap Groot-Polen. De plaats maakt deel uit van de gemeente Stare Miasto en telt 420 inwoners.